# Siphanta acutipenins
Siphanta acutipenins är en insektsart som beskrevs av George Willis Kirkaldy 1906. Siphanta acutipenins ingår i släktet Siphanta och familjen Flatidae. Inga underarter finns listade i Catalogue of Life.